# Protestbetogingen in Frankrijk 2006

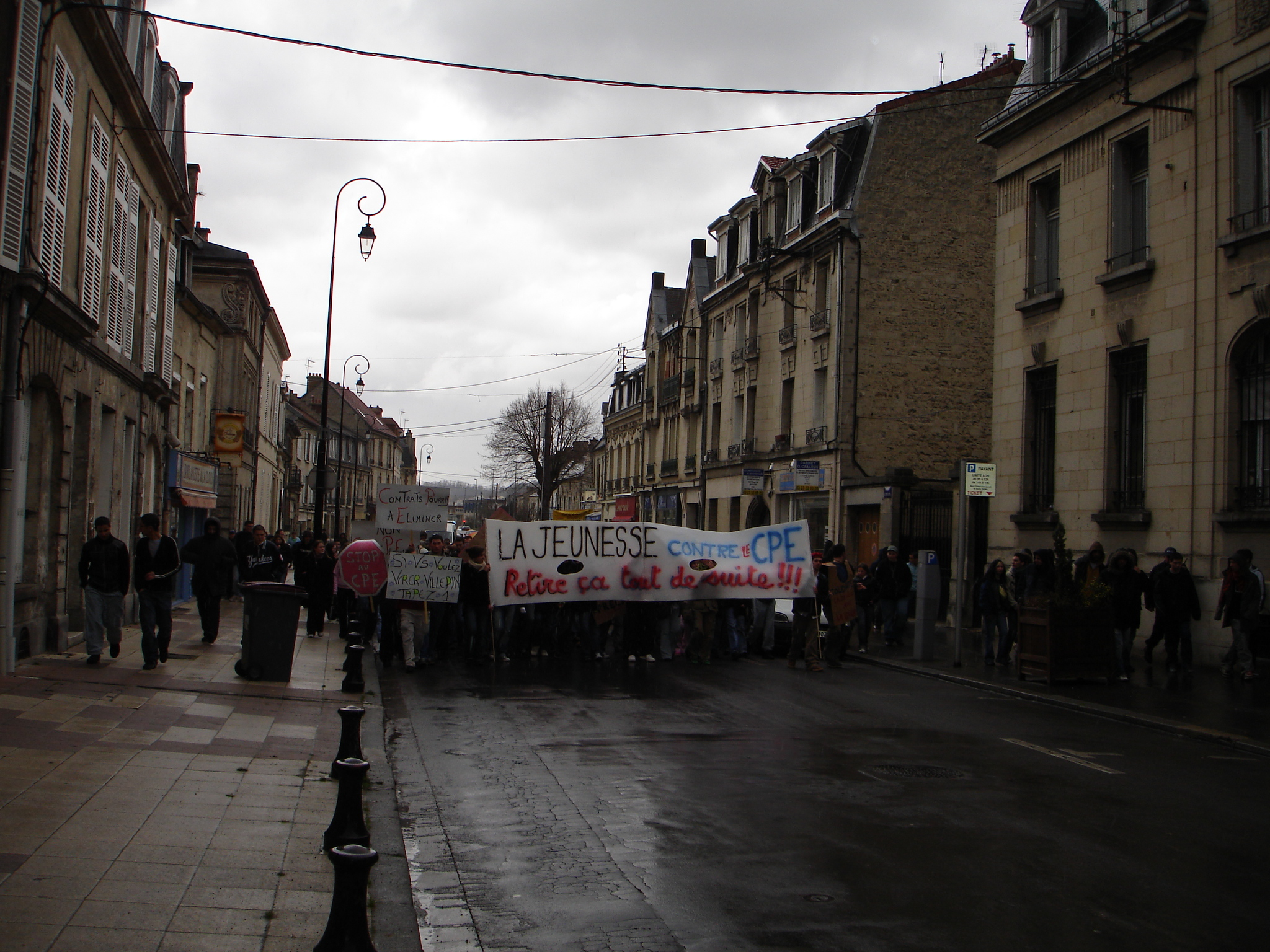
Betoging op 28 maart 2006

De protestbetogingen in Frankrijk van 2006 vonden plaats in Frankrijk in februari 2006 en maart 2006 als gevolg van regeringsmaatregelen om de werkgelegenheid te regelen. De meeste deelnemers waren jongeren en studenten, omdat de omstreden maatregelen vooral hun banen zouden beïnvloeden.

## De wetsvoorstellen
De controversiële wetsvoorstellen, Contrat première embauche (Contract voor Eerste Tewerkstelling) genaamd, zouden het gemakkelijker maken om werknemers jonger dan 26 jaar te ontslaan. Werkgevers kunnen deze werknemers zonder reden, met weinig of geen vooropzeg ontslaan tijdens de eerste twee jaar. Hierdoor vinden de jongeren dat hun werkzekerheid wordt aangetast. Voorstanders van de wet zeggen dan weer dat het aanwerven van jongeren hierdoor zou aangemoedigd worden.

## De protesten

### Februari
Protesten begonnen al voor de wet goedgekeurd was door Dominique de Villepin. Op 7 februari namen twee- tot vierduizend mensen deel aan in totaal 187 demonstraties. Sommige universiteiten, zoals Rennes werden tevens bezet.

### Maart
Meer dan 1 miljoen mensen protesteerden op 7 maart. Daarop volgde een aantal kleinere demonstraties. Op 16 maart braken ongeregeldheden uit op verschillende plaatsen. Een aantal universiteiten moest sluiten. Op 18 maart werden de demonstraties in Parijs gewelddadig, toen 700.000 manifestanten samenkwamen op het Place de la Nation. Tot na middernacht waren er relletjes tussen betogers en de politie. Eén betoger raakte in coma. 156 mensen werden gearresteerd.
De dagen daarop waren er geregeld relletjes, en 67 verschillende universiteiten werden bezet door studenten.

### April
Op 10 april trok president Jacques Chirac de maatregelen onder druk van het protest weer in.